# Hernando de Grijalva
Hernando de Grijalva (Cuéllar, ... – Nuova Guinea, 1537) è stato un navigatore spagnolo, che fece la prima traversata fra il Perù e le Indie orientali. La relazione del suo viaggio la si deve al racconto che ne fecero i tre ammutinati sopravvissuti, presso António Galvão.
Grijalva lascia Paita sul San Juan nel Perù nel aprile 1537. Scopre Acea, probabilmente l’attuale Isola Christmas e l’isola dei Pescatori (Pescadores), l’attuale Nonouti. 